# Narrabeenia spinipes
Narrabeenia spinipes är en tvåvingeart som beskrevs av Daniel J. Bickel 1994. Narrabeenia spinipes ingår i släktet Narrabeenia och familjen styltflugor. Inga underarter finns listade i Catalogue of Life.